# Nass El Ghiwane
Nass El Ghiwane (arabe : نَاس ٱلْغِيوَان) est un groupe musical marocain, né dans les années 1970 à Casablanca au quartier Hay Mohammadi, l'un des quartiers les plus riches en diversité intellectuelle et culturelle de la ville et composé au départ de six musiciens : Laarbi Batma, Allal Yaâla, Moulay Abdelaziz Tahiri (Pionnier du mouvement des Nass El Ghiwane et Jil Jilala), Omar Sayed, Raifak Redouane, Mohamed Akhdim et Boujmîa Hagour.
Un autre membre, un des fondateurs du groupe musical nome LRFAG originaire du quartier de Sidi Bernousi, Casablanca, Chifa Abdelkrim, grand compositeur de Banjou et professeur de ce dernier, a remplacé Alaal en 2007.

## Présentation
Leur répertoire est puisé dans le creuset de la culture et la poésie marocaine, mais aussi dans des textes soufis issus de grande figures religieuses de l'islam.
Grâce à leurs paroles engagées et poétiques reflétant les malaises de la jeunesse marocaine de l'époque et à leurs rythmes puissants, joués à l'aide d'instruments traditionnels, ils ont révolutionné la musique marocaine et maghrébine et laissé une marque indélébile dans le paysage culturel du pays. Le célèbre réalisateur américain Martin Scorsese a qualifié le groupe de « Rolling Stones de l'Afrique » et il acheta également les droits d'auteurs du morceau Ya Sah pour l'inclure dans la bande originale de son film La Dernière Tentation du Christ.
Ils se sont inspirés des chansons du style Aïta (Echems Ettalaa, Elhassada, Sif El Bettar, Ghadi Fhali ...), du Melhoun (Han wa Chfeq, Mezzine Mdihek, Qalet ...), des Gnaoua (Ghir Khoudouni, Lebtana, Mahmouma, Essadma, Jralek Ouach ...), des Hamadcha (Laayate Aalik) et des Jilala (Allah ya Moulana, Haoulouni) afin de créer une musique alliant le traditionnel du Maroc avec des sujets modernes.
Malgré les années, « Les Rolling Stones de l'Afrique » restent très largement connus au Maroc et ailleurs il réussissent même à remplir la salle de l'Olympia à Paris, mais désormais sans Larbi Batma, décédé d'un cancer des poumons en 1997 et qui a rejoint feu Boujmiâ mort le 26 octobre 1974. Abderhmane Kirouche quitta le groupe en 1993 à cause d'une querelle entre lui et Omar Sayed.

## Membres du groupe
- Moulay Abdelaziz Tahiri : Fondateur du groupe, Poète, compositeur, chanteur et musicien (guembri), remplacé par Abderahaman Paco en 1974,
- Omar Sayed : chanteur, acteur, percussion (bendir),
- Mahmoud Saadi : musicien (Bouzouk), chanteur, mort en 2012, quitte le groupe au début des années 1970,
- Allal Yaâla : musicien, (banjo sans frettes et luth), chœurs,
- Boujmîa Hagour : (né en 1944) chanteur, poète, parolier, musicien, jouant du daadoua, sorte de debouka jouée sur l'épaule, décédé en octobre 1974,
- Larbi Batma : acteur, chanteur, poète, parolier, batteur sur Tabl, décédé en 1997,
- Mohamed Akhdim : Chanteur et musicien marocain ((1998))
- Abderhmane Kirouche (dit Paco) : chanteur, parolier et musicien (guembri), quitte le groupe en 1993, et décède le 14 octobre 2012.
- Raifak Redouane : chanteur et musicien (batteur sur tabl et guembri), parolier et compositeur. Il côtoie le groupe depuis 1986, le rejoint officiellement sur scène entre 1991 et 2001. Il remplace Larbi Batma puis Abderhmane Kirouche.
- Rachid Batma : chanteur, batteur sur Tabl, frère de Larbi Batma, rejoint le groupe en 1996,
- Hamid Batma : musicien (guembri), chœurs, frère de Larbi Batma, rejoint le groupe en 2000,
- Abdelkrim Chifa: musicien (Banjo), chœurs rejoint le groupe en 2002
- Allal Yaala, issu du conservatoire et joueur de Banjo.

## Discographie
- Sabra Et Chatila
- Essiniya
- Ma hmouni ghir rjal ila daou
- Mahmouma
- Lhmami
- Mzin mdihek
- Ya khayyi
- Lebtana
- Allah ya moulana
- Lah lah lwali
- Lmadi fat
- Yamna
- Han w chfeq
- Ghir khoudouni
- Lhssada
- Hraz aouicha
- Fin ghadi biya
- Wach hna houma hna
- Ya bani l insane
- Wa nadi ana
- Ya sah
- Ah ya ouin
- Sif lbettar
- Rod balek
- Reghayya